# Micelija
Micelija predstavlja mrežu koja se obrazuje umnožavanjem i preplitanjem hifa. Kod micelijskih gljiva se radi o cenotskim ćelijama između kojih postoji kontinuitet. Telo pravih gljiva je talus, vegetativni organ sastavljen od mnoštva končastih niti razgranatih u svim pravcima, koje se kod nekih vrsta nakon izolacije na hranljivi supstrat vrlo lepo uočavaju. Nazivaju se hife. Skup hifa čini miceliju.
Kolonije gljivica sastavljene od micelija nalaze se u zemljištu i na mnogim drugim supstratima. Tipična pojedinačna spora klija u monokariotski micelijum, koji ne može da se polno reprodukuje; kada se dva kompatibilna monokariotska micelijuma spoje i formiraju dikariotski micelijum, taj micelijum može da formira plodna tela kao što su pečurke. Micelijum može biti mali, formirajući koloniju koja je premala da bi se videla, ili može narasti na hiljade hektara kao u Armillaria.
Kroz micelijum, gljiva apsorbuje hranljive materije iz svog okruženja. To radi u dvostepenom procesu. Prvo, hife luče enzime na ili u izvor hrane, koji razgrađuju biološke polimere na manje jedinice kao što su monomeri. Ovi monomeri se zatim apsorbuju u micelijum olakšanom difuzijom i aktivnim transportom.
Micelije su vitalne u kopnenim i vodenim ekosistemima zbog svoje uloge u razgradnji biljnog materijala. One doprinose organskoj frakciji zemljišta, a njihov rast oslobađa ugljen-dioksid nazad u atmosferu (vidi ciklus ugljenika). Ektomikorizni ekstramatrični micelijum, kao i micelijum arbuskularne mikorizne gljive, povećavaju efikasnost vode i apsorpcije hranljivih materija većine biljaka i daju otpornost na neke biljne patogene. Micelijum je važan izvor hrane za mnoge beskičmenjake u zemljištu. Oni su vitalni za poljoprivredu i važni su za skoro sve vrste biljaka, mnoge vrste koje zajedno evoluiraju sa gljivama. Micelijum je primarni faktor u zdravlju biljke, unosu hranljivih materija i rastu, pri čemu je micelijum glavni faktor za kondiciju biljke.
Mreže micelija mogu da transportuju vodu i skokove električnog potencijala.
„Micelijum”, kao i „gljiva”, može se smatrati masovnom imenicom, rečju koja može biti u jednini ili u množini. Međutim, izraz „micelijе”, kao i "gljive", često se koristi kao preferirani oblik množine. Sklerocije su kompaktne ili tvrde mase micelijuma.

## Upotrebe
Jedna od primarnih uloga gljiva u ekosistemu je razlaganje organskih jedinjenja. Naftni proizvodi i neki pesticidi (tipični zagađivači zemljišta) su organski molekuli (tj. izgrađeni su na strukturi ugljenika) i stoga predstavljaju potencijalni izvor ugljenika za gljive. Dakle, gljive imaju potencijal da iskorene takve zagađivače iz svog okruženja osim ako se hemikalije ne pokažu toksične za njih. Ova biološka degradacija je proces poznat kao bioremedijacija.
Predloženo je da micelijske prostirke imaju potencijal kao biološki filteri, uklanjajući hemikalije i mikroorganizme iz zemlje i vode. Upotreba gljivičnog micelija da bi se ovo postiglo nazvana je mikofiltracija.
Poznavanje odnosa između mikoriznih gljiva i biljaka sugeriše nove načine za poboljšanje prinosa useva.
Kada se raširi po putevima za seču, micelijum može da deluje kao vezivo, držeći poremećeno novo zemljište na mestu sprečavajući ispiranje dok drvenaste biljke ne da puste korenje.
Alternative polistirenskoj i plastičnoj ambalaži mogu se proizvesti uzgajanjem micelija na poljoprivrednom otpadu.
Micelijum se takođe koristio kao materijal za nameštaj, cigle i veštačku kožu.
Gljive su neophodne za pretvaranje biomase u kompost, jer razlažu komponente sirovina kao što je lignin, što mnogi drugi mikroorganizmi za kompostiranje ne mogu. Okretanjem gomile komposta u dvorištu obično se otkrivaju vidljive mreže micelija koje su se formirale na organskom materijalu koji se raspada. Kompost je neophodan dodatak zemljištu i đubrivo za organsku poljoprivredu i baštovanstvo. Kompostiranje može da preusmeri značajan deo čvrstog komunalnog otpada sa deponija.

## Micelija i njene tvorevine
Gljive niže somatske organizacije, kao i pojedini gljivoliki organizmi, pripadnici carstva Stramenopila imaju jednostavne, jednoćelijske, višejedarne hife. Takve hife se nazivaju neseptirane.
Kod druge grupe, tzv. pravih gljiva, hife micelije su izdeljene poprečnim pregradama(septama) na više ćelija. U svakoj ćeliji nalazi se po jedno ili više jedara. Ovakva micelija naziva se septirana.
U odnosu na lokaciju, odnosno, mesto naseljavanja na biljci domaćinu, micelija može biti:
Epifitna (Površinska) i endofitna (u biljnom tkivu).

## Epifitna micelija
Epifitna micelija (Epi-na; phyton-biljka) razvija se na površini napadnutih delova biljke domaćina (stablo, list, plod). Karakteristična je za gljive, prouzrokovača bolesti, tipa pepelonica.

## Endofitna micelija
Endofitnu miceliju (endo-unutar; phyton-biljka)stvaraju gljive i gljivoliki organizmi koji prodiru u svog domaćina i u unutrašnjosti organizma crpe neophodne hranljive materije. Nakon penetracije, njihova micelija se razvija ili u medjućelijskom prostoru (intercelularna) ili direktno u samoj ćeliji (intercelularna) , a može i dvojako (interintercelularna).
Kontakt sa ćelijama domaćina gljive koje obrazuju epifitnu i intercelularnu miceliju ostvaruju preko posebnih izraštaja (sisaljki) micelija koji se nazivaju haustorije. Pomoću ovih sisaljki vrši se apsorpcija hranljivih materija.

## Oblici micelija
Različiti oblik ovih tvorevina, karakterističan za pojedine gljive, može biti od značaja u procesu njihove identifikacije. Micelija nekih viših gljiva, najčešće iz stabla Basidiomycota, obrazuje zadebljale tvorevine u vidu vrpci koje predstavljaju skup hifa (uzdužno spajanje) obavijenih zaštitnim omotačem i nazivaju se rizomorfe. Jedna od takvih gljiva je Micelija predstavlja mrežu koja se obrazuje umnožavanjem i preplitanjem hifa. Kod micelijskih gljiva se radi o cenotskim ćelijama između kojih postoji kontinuitet.
-Rizomorphae subterranea- stvaraju se ispod površine zemlje, u zoni korenovog sistema biljke.

## Literatura
- Woese CR, Kandler O, Wheelis ML (јун 1990). „Towards a natural system of organisms: proposal for the domains Archaea, Bacteria, and Eucarya”. Proceedings of the National Academy of Sciences of the United States of America. 87 (12): 4576—4579. Bibcode:1990PNAS...87.4576W. PMC 54159 . PMID 2112744. doi:10.1073/pnas.87.12.4576 .
- Casadevall A, Kontoyiannis DP, Robert V (јул 2019). „On the Emergence of Candida auris: Climate Change, Azoles, Swamps, and Birds”. mBio (на језику: енглески). 10 (4): 1786—1787. PMC 6711238 . PMID 31337723. doi:10.3201/eid2509.ac2509.
- Wilson BJ (1971).  Ciegler A, Kadis S, Ajl SJ, ур. Microbial Toxins, Vol. VI Fungal Toxins. New York: Academic Press. стр. 251.
- Brian PW (1951). „Antibiotics produced by fungi”. The Botanical Review. 17 (6): 357—430. ISSN 0006-8101. S2CID 7772971. doi:10.1007/BF02879038.
- Joffe AZ, Yagen B (1978). „Intoxication produced by toxic fungi Fusarium poae and F. sporotrichioides on chicks”. Toxicon. 16 (3): 263—273. PMID 653754. doi:10.1016/0041-0101(78)90087-9.
- De Lucca AJ (март 2007). „Harmful fungi in both agriculture and medicine”. Revista Iberoamericana de Micologia. 24 (1): 3—13. PMID 17592884.
- Anon (1868). „A foray among the funguses”. Transactions of the Woolhope Naturalists' Field Club. Woolhope Naturalists' Field Club. 1868: 184—192.
- San-Blas G, Calderone RA, ур. (2008). Pathogenic Fungi. Caister Academic Press. ISBN 978-1-904455-32-5.
- Pliny the Elder. „Book 19, Chapter 11.” [Natural History]. www.perseus.tufts.edu. Приступљено 28. 2. 2021.
- Henry A (1861). A Glossary of Scientific Terms for general use (на језику: енглески). стр. 131.
- Buller AH (1915). „Micheli and the discovery of reproduction in fungi.”. Transactions of the Royal Society of Canada. 3. 9: 1—25.
- Cardwell G, Bornman JF, James AP, Black LJ (октобар 2018). „A Review of Mushrooms as a Potential Source of Dietary Vitamin D”. Nutrients. 10 (10): 1498. PMC 6213178 . PMID 30322118. doi:10.3390/nu10101498 .
- „Fungal Bioactive Metabolites of Pharmacological Relevance | Frontiers Research Topic”. www.frontiersin.org. Приступљено 2021-02-01.
- „Aspergillus alliaceus - an overview | ScienceDirect Topics”. www.sciencedirect.com. Приступљено 2021-02-01.

- Boswell, E. P.; R.T. Koide; D.L. Shumway; H.D. Addy. (1998). „Winter Wheat cover cropping, VA mycorrhizal fungi and maize growth and yield”. Agriculture, Ecosystems and Environment. 67: 55—65. doi:10.1016/S0167-8809(97)00094-7.
- Bücking H.; Shachar-Hill Y. (2005). „Phosphate uptake, transport and transfer by arbuscular mycorrhizal fungus is increased by carbohydrate availability”. New Phytologist. 165 (3): 889—912. PMID 15720701. doi:10.1111/j.1469-8137.2004.01274.x .
- George E., K. Haussler, S.K. Kothari, X.L. Li and H. Marshner,1992 Contribution of Mycorrhizal Hyphae to Nutrient and Water Uptake of Plants. In Mycorrhizas in Ecosystems, ed., D.J. Read, D.H. Lewis, A.H. Fitter, I.J. Alexander. United Kingdom: C.A.B. International, pp. 42–47.
- Grant, C.; Bitman, S.; Montreal, M.; Plenchette, C.; Morel, C. (2005). „Soil and fertilizer phosphorus: effects on plant supply and mycorrhizal development”. Canadian Journal of Plant Science. 85: 3—14. doi:10.4141/P03-182.
- Kosuta, S.; Chabaud, M.; Lougnon, G.; Gough, C.; Denarie, J.; Barker, D.; Bacard, G. (2003). „A Diffusible Factor from Arbuscular Mycorrhizal Fungi Induces Symbiosis-Specific MtENOD11 Expression in Roots of Medicago truncatula”. Plant Physiology. 131 (3): 952—962. PMC 166861 . PMID 12644648. doi:10.1104/pp.011882.
- Kabir, Z.; R.T. Koide (2000). „The effect of dandelion or a cover crop on mycorrhiza inoculum potential, soil aggregation and yield of maize”. Agriculture, Ecosystems and Environment. 78 (2): 167—174. doi:10.1016/S0167-8809(99)00121-8.
- McGonigle, T.P.; M.H. Miller (1999). „Winter survival of extraradical hyphae and spores of arbuscular mycorrhizal fungi in the field”. Applied Soil Ecology. 12: 41—50. doi:10.1016/S0929-1393(98)00165-6.
- Miller, M.H.; McGonigle T.P.; Addy, H.D. (1995). „Functional ecology if vesicular arbuscular mycorrhizas as influenced by phosphate fertilization and tillage in an agricultural ecosystem”. Critical Reviews in Biotechnology. 15 (3–4): 241—255. doi:10.3109/07388559509147411.
- Mozafar, A.; Anken, T.; Ruh, R.; Frossard, E. (2000). „Tillage intensity, Mycorrhizal and non mycorrhizal fungi and nutrient concentrations in maize, wheat and canola”. Agronomy Journal. 92 (6): 1117—1124. doi:10.2134/agronj2000.9261117x.
- Sorensen, J.N.; J Larsen; I. Jakobsen (2005). „Mycorrhizae formation and nutrient concentration in leeks (Allium porrum) in relation to previous crop and cover crop management on high P soils”. Plant and Soil. 273 (1–2): 101—114. S2CID 30777851. doi:10.1007/s11104-004-6960-8.
- Thingstrup, I.; G. Rubaek; E. Sibbensen; I. Jakobsen (1999). „Flax (Linum usitatissimum L.) depends on arbuscular mycorrhizal fungi for growth and P uptake at intermediate but not high soil P levels in the field”. Plant and Soil. 203: 37—46. S2CID 27345855. doi:10.1023/A:1004362310788.
- Timmer, L.; Leyden, R. (1980). „The relationship of mycorrhizal infection to phosphorus-induced copper deficiency in sour orange seedlings”. New Phytologist. 85: 15—23. doi:10.1111/j.1469-8137.1980.tb04443.x.
- Xie, Z.; Staehelin, C.; Vierheilig, H.; Weimken, A.; Jabbouri, S.; Broughton W.; Vogeli-Lange, R.; Thomas B. (1995). „Rhizobial Nodulation Factors Stimulate Mycorrhizal Colonization of Nodulating and Nonnodulating Soybeans”. Plant Physiology. 108 (4): 1519—1525. PMC 157531 . PMID 12228558. doi:10.1104/pp.108.4.1519.

## Spoljašnje veze
- Miotična ćelija Архивирано на веб-сајту  (26. децембар 2016)
- Mycofiltration: A novel approach for the bio-transformation of abandoned logging roads
- Paul Stamets: Six ways mushrooms can save the world Архивирано на веб-сајту  (26. јун 2008)
- The mycelium
- Eben Bayer's Talk about Greensulate at the TED conference Архивирано на веб-сајту  (24. септембар 2016)